# Réservoir biologique
Dans le domaine de l'écologie ou de la biogéographie, la notion de « réservoir biologique » correspond généralement à celles de noyaux de biodiversité ou de cœurs d'Habitat utilisées, de manière plus ou moins précise par les écologues ou les géographes. 
Ce sont des zones comprenant tous les habitats naturels utiles à l’accomplissement du cycle biologique d'une espèce (reproduction, refuge, croissance, alimentation). Ces zones jouent des fonctions de « pépinière » et de " « source colonisatrice »" d'individus adultes reproducteurs et/ou de propagules nécessaire à la survie de l'espèce ou à l'entretien d'une métapopulation. 

Ces zones sont des noyaux (actifs ou potentiels) de recolonisation des parties de l'aire naturelle de répartitoin d'une espèce, où pour diverses raisons les sous-population auraient disparu ou se seraient affaiblies.
Cette notion de « réservoir » est par exemple utilisée dans certains schémas de trame verte (dont la trame verte et bleue française issue du Grenelle de l'environnement de 2007). 

## Spécificités
Il peut s'agir d'une zone naturelle ou semi-naturelle vitale pour une espèce ou une communauté d'espèces particulière. Ces zones jouent un rôle de dispersion et de connexion entre différents corridors biologiques et leurs zones tampons. 
Cette notion sous-entend celle d'un potentiel de dispersion écologique, qui se fait par des corridors biologiques périphériques (ex : cours d'eau, fossés, watringues, canaux et réseaux périphériques de zones humides dans le cas d'espèces aquatiques), qui peuvent jouer les rôles de 
1. couloir de dispersion pour certaines espèces ;
2. habitat vitaux pour certaines espèces qui y  effectuent l'ensemble de leur cycle biologique ou une partie vitale de ce cycle (accouplement, ponte ou mise bas, élevage des jeunes..) ;
3. refuge ;
4. habitat-source (ils sont un réservoir d'individus colonisateurs et propagules) à une échelle plus locale (sous-réseaux de la trame verte et bleue).

## Évolution des réservoirs biologiques
Ces zones peuvent évoluer naturellement ou sous l'influence de facteurs artificialisants, en particulier elles peuvent s'envaser (on parle d'atterrissement des zones humides) ou être drainées. Une diminution du volume d'eau y entraine une plus forte concentration des polluants et une modification de l'amplitude thermique et de la brutalité des changements de température ou de salinité/dureté.
En réalité il s'agit surtout d'un concept théorique utile pour la modélisation et la gestion, mais la plupart des réservoirs biologiques ne jouent ce rôle de réservoir que pour quelques espèces, n'étant qu'une zone de passage ou une zone accueillant l'une des nombreuses populations d'autres espèces.

## En France

### Le cas particulier du réseau hydrographique et de laTrame bleue
Pour le droit de l'environnement, en France et dans le domaine de la gestion et protection de l'eau la LEMA du 30 décembre 2006 a introduit la notion de « Réservoir biologique  », qui doit être définie sur carte et intégrée dans les SAGEs et donc dans les SDAGEs à l'occasion de leurs révisions ou constructions, et dans la révision des classements des cours d’eau (art.6 de la LEMA qui annule les anciens classements faits par sous-bassins, le 1er janvier 2014 pour les remplacer par la nouvelle liste établie en partenariat avec l'ONEMA, les agences de l'eau, les COGEPOMIs, etc. Les réservoirs biologiques sont un des 3 éléments de base de la Trame bleue, telle que définie dans le cadre de la Trame verte et bleue nationale (TVB). 
Le SDAGE Seine-Normandie les définit comme suit :
- « tronçon de cours d’eau ou annexe hydraulique qui va jouer le rôle de pépinière, de " fournisseur " d’espèces susceptibles de coloniser une zone naturellement ou artificiellement appauvrie » (vers l'amont, vers l'aval) ;
- « aires où les espèces peuvent y trouver et accéder à l’ensemble des habitats naturels nécessaires à l’accomplissement des principales phases de leur cycle biologique (reproduction, abri-repos, croissance, alimentation)»;
- « Communautés biologiques à considérer : le phytoplancton, les macrophytes et phytobenthos, la faune benthique invertébrée et l’ichtyofaune»;

Le glossaire de l'Agence de l'eau du Bassins Rhône Méditerranée et Corse précise qu'« à l'échelle d'un réseau hydrographique donné, l'idée est de préserver un linéaire dans une situation la plus proche de sa situation naturelle pour offrir aux peuplements (piscicoles notamment) la possibilité de se revitaliser, se régénérer, se reconstituer après un épisode hydrologique difficile notamment ».

#### Conséquences
Les rivières classées « échelles à poissons » (loi de 1865 renforcée en 1984 ; L.432-6 du CE.) prennent une importance particulière pour la remontée des poissons migrateurs vers ces réservoirs et pour la dévalaison vers la mer à partir de ces réservoirs. En cas de présence de barrages hydroélectriques sur ces cours d'eau, des ouvertures périodiques de vannages, ou des arrêts turbinage à certaines périodes peuvent faciliter ces migrations animales. 

L'interdiction de tout nouveau « barrage » dans certains cours d'eau classés est un des moyens qui peut être prise pour contribuer  :
- à préserver le très bon état écologique d'un cours d'eau
- atteindre le bon état écologique de celui-ci, comme l'impose la DCE

#### Perspectives
Le législateur  a en 2006 lancé une rénovation des critères de classement des cours d'eau, en intégrant la directive cadre sur l'eau. Un décret de 2007 porte sur les modalités d’application, ainsi qu'une circulaire rappelant comment établir ces nouveaux classements, sous l'égide des préfets coordonnateurs de bassin qui classent les cours d'eau sur la base des propositions des préfets de département, avant 1er janvier 2014 (date de caducité des classements faits au titre de la loi de 1919 ou de l’article L. 432-6 du code de l’environnement. Avant cette date les SDAGE doivent aussi intégrer les grandes orientations qui présideront à l’établissement des classements, ainsi qu’une première identification des réservoirs biologiques ; Les programmes pluriannuels de mesure doivent intégrer les listes de cours d’eau classés au plus tard le 1er janvier 2014, et si possible d’y faire figurer les premières propositions de listes ; En outre, le 31 décembre 2010 le classement des bassins ou sous-bassins prioritaires pour la protection de l’anguille et identifiés comme tels dans les plans de gestion de cette espèce doit être fait.